# Survival (GLAY)
GLAY的第一張影像單曲。

## 簡介
- 到目前為止這張作品是ORICON紀錄中銷售量最高的MV作品。
- 雖然是以錄影帶形式推出單曲，但還是列入ORICON單曲榜的計算之內，之後像這種形式的作品就沒有列入單曲榜。

## 收錄影像
1. survival 2-7-D ANIMATION VERSION
原創專輯『HEAVY GAUGE』收錄的是專輯版本，比單曲版本大約多了20秒。2009年10月21日發行的精選集『THE GREAT VACATION VOL.2 〜SUPER BEST OF GLAY〜』初回限定盤A附屬DVD中收錄這首歌的MV。
2. survival LIVE VERSION (99.3.10 IN TOKYO DOME)
LIVE影像

## 收錄專輯
- HEAVY GAUGE（專輯版本）
- DRIVE-GLAY complete BEST
- rare collectives vol.1
- THE GREAT VACATION VOL.2 〜SUPER BEST OF GLAY〜